# Нео-поп
Нео-поп (такође познат као нови поп) је постмодерни уметнички покрет 1980-их и 1990-их. Дефинисан је као оживљавање естетике и идеја из покрета средином 20. века који обухвата карактеристике поп-арта као што су намерни кич и интересовање за комерцијализам.

## Историја
Термин је основао јапански критичар Нои Савараги 1992. године. Односи се на уметнике под утицајем поп-арта и слика популарне културе као што је Џеф Кунс, али и уметнике који раде графите и цртане филмове као што је Кит Харинг. Јапански уметник Такаши Мураками је описан као први од јапанских нео-поп уметника који је „пробио лед у смислу рециклаже јапанске поп културе”. Јапански нео-поп је повезан са отаку субкултуром и опсесивним интересовањима за аниме, мангу и друге облике поп културе. Уметници као што је Кенџи Јанобе илуструју овај приступ уметности и фандом. Неки од познатих нео-поп уметника су Џеф Кунс и Дејмијен Херст.